# 할 배리언

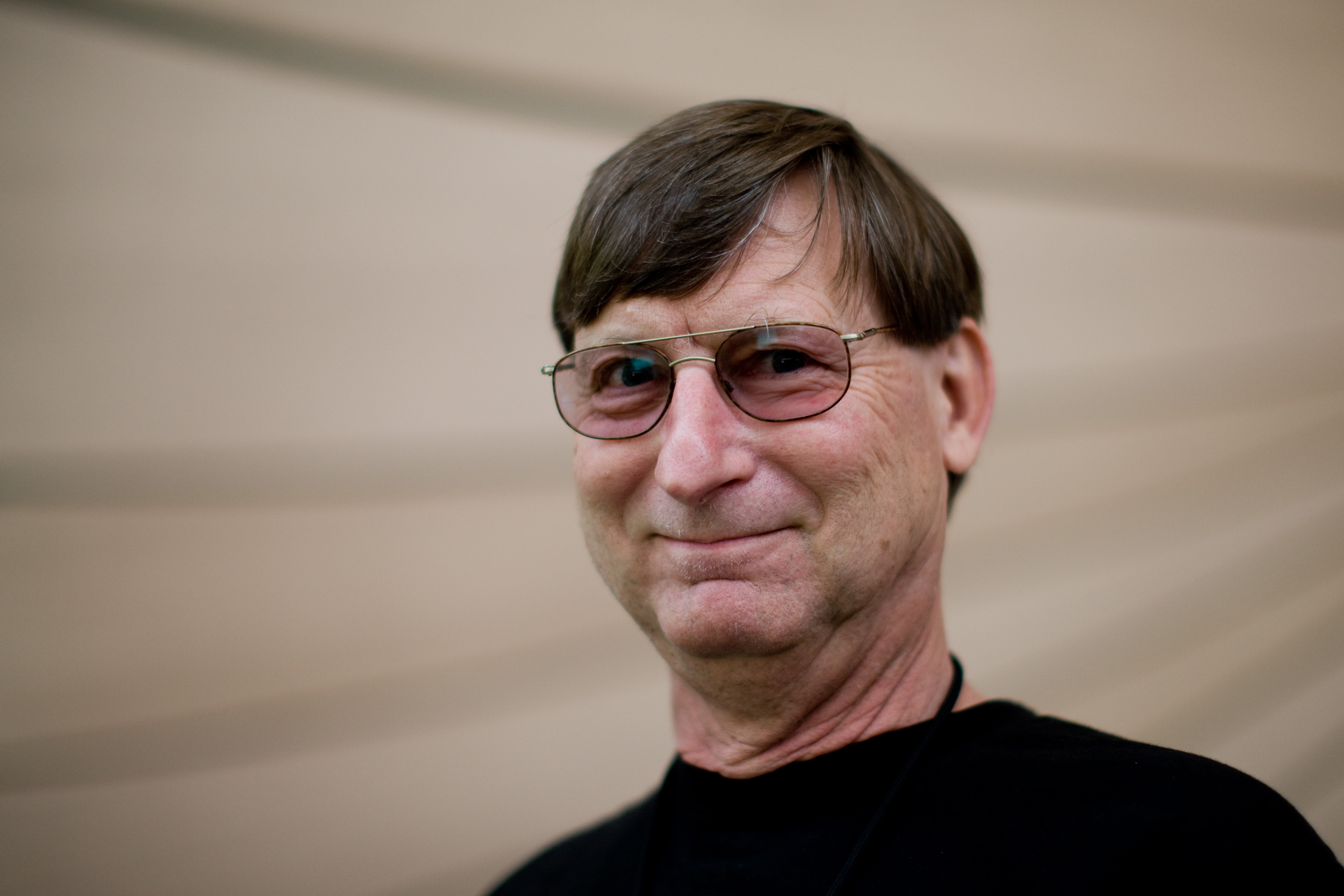

할 배리언(Hal Varian, 본명: Hal Ronald Varian, 1947년 3월 18일 ~ , 오하이오주 우스터 출생)은 구글의 수석 경제학자이며 버클리 소재 캘리포니아 대학교에서 명예 교수직을 맡고 있으며 그곳에서 정보 학교의 창립 학장을 역임했다. 배리언은 미시경제학과 정보경제학을 전문으로 하는 경제학자이다.

## 어린 시절
할 배리언은 1947년 3월 18일 오하이오 주 우스터에서 태어났다. 1969년 MIT에서 경제학 학사를 전공하고 수학과 박사 학위를 모두 취득했다. 1973년 캘리포니아 대학교 버클리 캠퍼스에서 경제학 박사를 취득했다.

## 경력
배리언은 MIT, 스탠포드 대학, 옥스퍼드 대학, 미시간 대학, 시에나 대학 및 전 세계의 여러 대학에서 가르쳤다. 2002년에 핀란드 오울루 대학교에서 명예 박사 학위를 받았다. 버클리 소재 UC 버클리 명예교수로 재직 중 정보대학원 학장을 역임했다.
배리언은 2002년 수석 경제학자로 구글에 합류했으며 광고 경매, 계량 경제학, 재무, 기업 전략 및 공공 정책 설계에 참여했다.